# Bornemisza Tamás
Bornemisza Tamás (16. század) polgár
Gazdag budai kereskedő, polgár, első tanácsos, aki 1541-ben Budát Ferdinánd kezére igyekezett adni. Budának török kézre kerülése után Ferdinand kegyelméből élősködött.

## Munkái
Buda veszéséről 1541-ben: Im egy emlékezetet irok 40. és 41. esztendőben minemű veszedelem lett Magyarországban, Buda mi módon jutott török Sulyman császár kezébe, kiben nagy részben inkább mind ott voltam. (Historiás ének, mely Werancz Faustus másolatában a Jankovich-féle gyűjteményből jutott a múzeumi irattárba. Kiadta Podhraczky József. Eredeti két magyar krónika. Pest, 1833. és megjelent a M. Tört. Emlékek-ben. Pest, 1857. III. 193–204. l.)